# 豊丸産業
豊丸産業株式会社（とよまるさんぎょう、英: TOYOMARU INDUSTRY Co., Ltd.）は、愛知県名古屋市中村区に本社を置くパチンコ機製造・販売の企業。
かつては「TOYOTEC」という愛称を用いていた。

## 特徴
パチンコ業界の中でも、独創的な試みを数多く行っているメーカーである。代表的な所では、盤面全体に広がる7セグを備えたCRデラマイッタ、一般電役とデジパチを融合し高継続率を実現した「CR奇跡の電役キャプテンロバート」等が有名である。また2010年代に急速に普及した「V確変タイプ」を最初に発売した会社でもある。
しかしその独創的な試みがあまりに他社とかけ離れているが故に「変態メーカー」とまで呼ばれることがある。
また高齢者向け福祉施設への設置を前提としたパチンコ機「トレパチ!」を製造している。

## 機種一覧

### 旧要件機（主要機種）
- 1981年 - バックファイヤー（初のデジパチ）
- 1989年 - ドンスペシャルB
- 1992年 - ピカイチ天国（初の液晶搭載機）
- 1994年 - ドラドラ天国（3回権利物）、勝負伝説（一般電役。史上初の連続予告搭載機）
- 1995年 - 三冠王(一般電役)、CRコマコマ倶楽部、CRドンキホーテ2
- 1996年 - ナナシー、CR竜王伝説
- 1998年 - CRデラマイッタ
- 1999年 - CRツモツモ天国
- 2001年 - CRナナシー（ナナシーシリーズ初のデジパチ）
- 2002年 - CR竜凰伝説、CR冥土inじゃぱん極
- 2003年 - CR炎のジャンジャン飯店
- 2004年 - CR横山やすし伝説、CRのらくろ

### 2004年改正規則準拠機
| 機種名                                    | 発売年月   | 備考                                                                                        |
| ----------------------------------------- | ---------- | ------------------------------------------------------------------------------------------- |
| CR釣りキチ三平                            | 2004年12月 | 初の新要件機                                                                                |
| CR秘密戦隊ゴレンジャー                    | 2005年2月  |                                                                                             |
| CRナナシーゲット                          | 2005年4月  | 一般電役                                                                                    |
| CR竜凰伝説2                               | 2005年6月  |                                                                                             |
| CRロッキー・ザ・ムービー                  | 2005年8月  |                                                                                             |
| CRデラマイッタ(ゴールド/シルバー)         | 2005年11月 | 初の甘デジスペック発売                                                                      |
| CRホワイトエンジェル                      | 2006年1月  | 安田美沙子とのタイアップ                                                                    |
| CRやすしきよし                            | 2006年7月  | トラックボール付きの新枠「エヴォリシオン」導入                                              |
| CRドンガガに眠る秘宝                      | 2006年10月 | バトルスペック                                                                              |
| CRローズテイルアルティメット/CR野薔薇物語 | 2006年12月 |                                                                                             |
| CR奇跡の電役キャプテンロバート            | 2007年3月  | 一般電役タイプ                                                                              |
| CR華舞鬼ノ國                              | 2007年5月  |                                                                                             |
| CRドラゴン伝説2                           | 2007年7月  | 一般電役                                                                                    |
| CR熊田曜子参上                            | 2007年10月 | 3面液晶搭載                                                                                 |
| CRナナシービッグ                          | 2007年12月 | 一般電役                                                                                    |
| CR銀河鉄道999                             | 2008年5月  |                                                                                             |
| CRAバーストエンジェル                     | 2008年7月  | 一般電役タイプ、甘デジ専用機種                                                              |
| CRトロピカルエンジェル                    | 2008年11月 | 安田美沙子との2度目のタイアップ、いわゆる海もの                                             |
| CR大激走学園                              | 2009年1月  | バトルスペック、萩原流行・矢部美穂・木口亜矢らを起用                                        |
| CR秘密戦隊ゴレンジャーII                  | 2009年3月  | バトルスペック                                                                              |
| CR大駒駒倶楽部@スザンヌ                   | 2009年8月  |                                                                                             |
| CR餃子の王将                              | 2009年10月 |                                                                                             |
| CR風雲新撰組                              | 2009年11月 |                                                                                             |
| CR天上のランプマスター                    | 2010年2月  |                                                                                             |
| CR男のマグロ一本釣り                      | 2010年4月  |                                                                                             |
| CRロミオ×ジュリエット                     | 2010年8月  | 新枠「アルミナ」導入                                                                        |
| CR常夏蝶々                                | 2010年11月 |                                                                                             |
| CRナポレオン -獅子の時代-                 | 2011年1月  |                                                                                             |
| CR悪代官                                  | 2011年2月  |                                                                                             |
| CRローズテイルEX                          | 2011年4月  |                                                                                             |
| CR江頭2:50                                | 2011年6月  |                                                                                             |
| CRウィッチブレイド                        | 2011年10月 | 初のアタックラウンドシステム（V確変）搭載機                                                 |
| CRバーストエンジェルインフィニティ        | 2012年1月  | 甘デジ除く2スペックは時短付きアタックラウンドシステム(V確変)搭載機(甘デジ2スペックは確変機) |
| CRダルマゲドン                            | 2012年4月  |                                                                                             |
| CRドキドキガールズスポット                | 2012年5月  |                                                                                             |
| CR天地を喰らう                            | 2012年8月  |                                                                                             |
| CRヘルシング                              | 2012年10月 |                                                                                             |
| CRセクシーフォール                        | 2013年2月  | アタックラウンドシステム搭載の転落タイプ機種                                                |
| CR餃子の王将2                             | 2013年6月  |                                                                                             |
| CR竜王伝説3                               | 2013年11月 |                                                                                             |
| CR魔神英雄伝ワタル                        | 2014年2月  | 「トヨマル遊moreコレクション」開始                                                          |
| CRコマコマ倶楽部@インターナショナル       | 2014年5月  |                                                                                             |
| CRピカイチ@インターナショナル             | 2014年6月  |                                                                                             |
| CR GOD AND DEATH                          | 2015年1月  | 新枠「T15」導入                                                                             |
| CR釣りキチ三平                            | 2015年5月  |                                                                                             |
| CR SUPER電役ナナシーDX                    | 2015年8月  | 一般電役                                                                                    |
| CR餃子の王将3                             | 2015年11月 |                                                                                             |
| CRウサビッチ パチンコの時間               | 2016年1月  | V確リミッター機                                                                             |

### 2016年内規準拠機
| 機種名                              | 発売年月   | 備考                                               |
| ----------------------------------- | ---------- | -------------------------------------------------- |
| CRデラマイッタ3rd                   | 2016年7月  |                                                    |
| CRセクシーフォール セカンドシーズン | 2016年9月  |                                                    |
| CR豊丸とソフトオンデマンドの最新作  | 2017年1月  |                                                    |
| CRA SUPER電役ドラゴン伝説           | 2017年4月  | 一般電役                                           |
| CRロボゲイシャ                      | 2017年6月  | 初の小当たりRUSH搭載                               |
| CRドンキホーテ                      | 2017年7月  |                                                    |
| CRAぴかパチ                         | 2017年8月  | ダイナム専用機種                                   |
| CR悪代官 赤鬼                       | 2017年10月 | 羽根モノ                                           |
| CRA SUPER電役ナナシーDX2            | 2018年5月  | 一般電役                                           |
| CR今日もカツ丼                      | 2018年6月  | 一般電役、役物確率が想定外に甘かったとして自主回収 |
| CRセクシーボウル                    | 2018年8月  | 一種二種混合機                                     |
| CRコマコマ倶楽部@エイジセレクト     | 2018年11月 |                                                    |

### 2018年改正規則準拠機
| 機種名                                          | 発売年月   | 備考                                                                                  |
| ----------------------------------------------- | ---------- | ------------------------------------------------------------------------------------- |
| PAナナシーDX2                                   | 2018年6月  | 業界初の新規則準拠パチンコ機、ダイナム専用機                                          |
| Pロードファラオ                                 | 2019年2月  | 一種二種混合機                                                                        |
| P SUPER電役ナナシーDX2                          | 2019年3月  | 新規則初のちょいパチスペックあり                                                      |
| P平家物語RELOADED                               | 2019年4月  | 3段階設定                                                                             |
| PA女子ザジャイアント                            | 2019年6月  | 6段階設定、甘デジ専用機種                                                             |
| Pすしざんまい                                   | 2019年8月  |                                                                                       |
| P華牌R〜猿渡翔がローズテイルにやってきた〜      | 2019年11月 | 6段階設定、奥村遊機・CR華牌シリーズの後継機                                           |
| Pほのかとクールポコと、ときどき武藤敬司         | 2020年1月  | 6段階設定、甘デジ専用機種                                                             |
| PAコマコマ倶楽部＠エイジセレクトY2F             | 2020年4月  |                                                                                       |
| Pロードファラオ 連撃Ver.                        | 2020年11月 | 一種二種混合機、3段階設定                                                             |
| Pワイルドロデオ                                 | 2021年1月  | 新枠「T16」導入                                                                       |
| Pバーストエンジェル3                            | 2021年3月  |                                                                                       |
| P競女!!!!!!!!-KEIJO-                            | 2021年5月  | 遊タイム搭載                                                                          |
| PA SUPER電役ナナシーSPECIAL                     | 2021年6月  | 一般電役                                                                              |
| PA満開花火GO                                    | 2021年8月  | ダイナム専用機種（ダイナムの独自開発）                                                |
| PAウイニングボール                              | 2021年9月  | 甘デジ専用機種、9回リミッター、T15枠                                                  |
| P絶超電役ドラドラ天国                           | 2021年9月  | 甘デジ専用機種、一般電役、T15枠                                                       |
| P yes!高須クリニック〜超整形BLACK〜             | 2022年2月  | 二種タイプ                                                                            |
| P満開まつりGO                                   | 2022年3月  | ダイナム専用機種、6段階設定、c時短搭載 業界初「のめり込み防止機能」搭載               |
| P(A)コマコマ倶楽部 with 坂本冬美                | 2022年6月  | 遊タイム搭載                                                                          |
| PAアニマルマンションGO                          | 2022年8月  | ダイナム専用機種、6段階設定                                                           |
| P ANOTHER WILD RODEO〜スギちゃんっス            | 2022年8月  |                                                                                       |
| P華牌RR with 清水あいり                         | 2022年9月  | 遊タイム搭載（業界初の新解釈対応）                                                    |
| PバーストエンジェルEX 99ver.                    | 2022年11月 | Pバーストエンジェル3の兄弟機                                                          |
| PA SUPER電役ナナシーSPECIAL66 Ver2.0            | 2023年1月  | 一般電役                                                                              |
| Pプロゴルファー猿 EMPEROR MODEL                 | 2023年4月  |                                                                                       |
| PA満開爛漫GO                                    | 2023年10月 | ダイナム専用機種、遊タイム搭載、6段階設定                                             |
| PA豊丸ととある企業の最新作2                     | 2023年11月 | ソフト・オン・デマントとのコラボ第2弾、甘デジ専用機種、二種タイプ                     |
| PA満開昔ばなし                                  | 2024年3月  | ダイナム専用機種、遊タイム搭載、6段階設定                                             |
| Pこの素晴らしい世界に祝福を!                    | 2024年3月  | ラッキートリガー搭載(99Ver.「このゆる甘に祝福を」のみ非搭載)                          |
| PAコマコマ倶楽部 with 坂本冬美 99確変ループVer. | 2024年8月  | 遊タイム搭載                                                                          |
| P江頭2:50 in ナナシーLT                         | 2024年10月 | ラッキートリガー搭載、ナナシーシリーズ初の二種タイプ                                  |
| PAナナシー～お江戸77ver.～                      | 2024年11月 | ダイナム共同開発、6段階設定、ナナシーシリーズとしてはCRナナシー以来23年振りのデジパチ |
| eA夏色日記GO                                    | 2024年12月 | ダイナム共同開発、6段階設定、遊タイム搭載、スマパチ専用枠「ZGO」導入                  |
| P少女☆歌劇 レヴュースタァライト                 | 2025年4月  | ラッキートリガー搭載                                                                  |

出典：パチンコ機種情報（パチンコビレッジ）／機種インデックス（P-WORLD）

## 提供番組
- 元気はつらつ!らくちん体操（テレビ愛知）[15]